# Prix Gaston-de-Wazières
Le prix Gaston-de-Wazières est une course hippique de trot attelé se déroulant fin août ou début septembre (en avril avant 2022).
C'est une course de Groupe II réservée aux juments de 4 ans ayant gagné au moins 32 000 € (conditions en 2024).
Depuis 2022, elle se court sur la distance de 2 700 mètres sur l'hippodrome de Vincennes. De 2018 à 2021, elle se disputait sur la distance de  2 875 mètres sur l'hippodrome d'Enghien-Soisy et avant 2018 sur 2 100 mètres (grande et petite piste) sur l'hippodrome de Vincennes, départ à l'autostart. En 2024, l'allocation est de 120 000 €, dont 54 000 € pour le vainqueur.
Son équivalent pour les mâles est le prix Gaston-Brunet, se disputant le même jour. Avant que le prix Gaston-Brunet ne soit réservé aux mâles, la course leur était également ouverte.

## Palmarès
| Année | Vainqueur                                                      | Père                                                           | Driver                                                         | Entraîneur                                                     | Distance                                                       | Réd.km                                                         |
| ----- | -------------------------------------------------------------- | -------------------------------------------------------------- | -------------------------------------------------------------- | -------------------------------------------------------------- | -------------------------------------------------------------- | -------------------------------------------------------------- |
| 2024  | Kana de Beylev                                                 | Express Jet                                                    | Benjamin Rochard                                               | William Bigeon                                                 | 2 700 m                                                        | 1'13"5                                                         |
| 2023  | Just Love You                                                  | Love You                                                       | Alexandre Abrivard                                             | Laurent-Claude Abrivard                                        | 2 700 m                                                        | 1'12"                                                          |
| 2022  | Inoubliable                                                    | Prodigious                                                     | Éric Raffin                                                    | Philippe Moulin                                                | 2 700 m                                                        | 1'13"6                                                         |
| 2021  | Hirondelle Sibey                                               | Gazouillis                                                     | Éric Raffin                                                    | Jean-Michel Baudouin                                           | 2 875 m                                                        | 1'13"1                                                         |
| 2020  | Course non disputée (confinement dû à la pandémie de Covid-19) | Course non disputée (confinement dû à la pandémie de Covid-19) | Course non disputée (confinement dû à la pandémie de Covid-19) | Course non disputée (confinement dû à la pandémie de Covid-19) | Course non disputée (confinement dû à la pandémie de Covid-19) | Course non disputée (confinement dû à la pandémie de Covid-19) |
| 2019  | Freyja du Pont                                                 | Quinoa du Gers                                                 | Jean-Michel Bazire                                             | Jean-Michel Bazire                                             | 2 875 m                                                        | 1'16"                                                          |
| 2018  | Estola                                                         | Nectar                                                         | Björn Goop                                                     | Emmanuel Ruault                                                | 2 875 m                                                        | 1'13"4                                                         |
| 2017  | Darling de Reux                                                | Prodigious                                                     | David Thomain                                                  | Sébastien Guarato                                              | 2 100 m                                                        | 1'12"4                                                         |
| 2016  | Combattante                                                    | Sam Bourbon                                                    | Pierre Vercruysse                                              | Louis Baudron                                                  | 2 100 m                                                        | 1'12"5                                                         |
| 2015  | Billie de Montfort                                             | Jasmin de Flore                                                | Éric Raffin                                                    | Sébastien Guarato                                              | 2 100 m                                                        | 1'13"6                                                         |
| 2014  | Alésia d'Atout                                                 | Défi d'Aunou                                                   | Mathieu Mottier                                                | Dominique Mottier                                              | 2 100 m                                                        | 1'12"2                                                         |
| 2013  | Varade d'Hermine                                               | Legs du Clos                                                   | Jean-Michel Bazire                                             | Jean-Michel Baudouin                                           | 2 100 m                                                        | 1'12"4                                                         |
| 2012  | Union Quality                                                  | Kaisy Dream                                                    | Julien Dubois                                                  | Philippe Moulin                                                | 2 100 m                                                        | 1'13"4                                                         |
| 2011  | Tornade du Rib                                                 | Ganymède                                                       | David Thomain                                                  | Joël Hallais                                                   | 2 100 m                                                        | 1'13"8                                                         |
| 2010  | Save the Quick                                                 | Jasmin de Flore                                                | Franck Nivard                                                  | Åke Kristoffersson                                             | 2 100 m                                                        | 1'12"9                                                         |
| 2009  | Rhea Pride                                                     | Love You                                                       | Jean-Michel Bazire                                             | Thierry Duvaldestin                                            | 2 100 m                                                        | 1'13"1                                                         |
| 2008  | Qualita Bourbon                                                | Love You                                                       | Jean-Pierre Dubois                                             | Jean Baudron                                                   | 2 100 m                                                        | 1'14"9                                                         |
| 2007  | Pearl Queen                                                    | Carpe Diem                                                     | Thierry Duvaldestin                                            | Thierry Duvaldestin                                            | 2 100 m                                                        | 1'13"1                                                         |
| 2006  | Orée Bourbon                                                   | And Arifant                                                    | Michel Lenoir                                                  | Michel Lenoir                                                  | 2 100 m                                                        | 1'14"6                                                         |
| 2005  | Nikita du Rib                                                  | Hulk des Champs                                                | Jean-Loïc-Claude Dersoir                                       | Joël Hallais                                                   | 2 100 m                                                        | 1'14"8                                                         |
| 2004  | Miss de Corveil                                                | Ekir de Léau                                                   | Michel Lenoir                                                  | Jacques Bruneau                                                | 2 100 m                                                        | 1'14"3                                                         |
| 2003  | Liberté                                                        | Buvetier d'Aunou                                               | Dominik Locqueneux                                             | Philippe Allaire                                               | 2 100 m                                                        | 1'14"                                                          |
| 2002  | Kiss Melody                                                    | Extreme Dream                                                  | Dominik Locqueneux                                             | Pierre-Désiré Allaire                                          | 2 100 m                                                        | 1'14"8                                                         |
| 2001  | Java Speed                                                     | Ursulo de Crouay                                               | Yves Dreux                                                     | Antoine-Paul Bézier                                            | 2 100 m                                                        | 1'15"8                                                         |
| 2000  | Ivory Pearl                                                    | Coktail Jet                                                    | Jean-Michel Bazire                                             | Jean-Luc Bigeon                                                | 2 100 m                                                        | 1'14"9                                                         |
| 1999  | Hand du Vivier                                                 | And Arifant                                                    | Jean-Pierre Thomain                                            | Jean-Yves Lécuyer                                              | 2 100 m                                                        | 1'14"5                                                         |
| 1998  | Général du Pommeau                                             | Sébrazac                                                       | Jules Lepennetier                                              | Jules Lepennetier                                              | 2 100 m                                                        | 1'14"9                                                         |
| 1997  | Full Account                                                   | Passionnant                                                    | Pierre Vercruysse                                              | Jean-Étienne Dubois                                            | 2 100 m                                                        | 1'15"1                                                         |
| 1996  | Elvis de Rossignol                                             | Sancho Pança                                                   | Joël Hallais                                                   | Joël Hallais                                                   | 2 250 m                                                        | 1'15"8                                                         |
| 1995  | Dahir de Prélong                                               | Fakir du Vivier                                                | Bertrand Lefèvre                                               | Bertrand Lefèvre                                               | 2 350 m                                                        | 1'17"1                                                         |
| 1994  | Cèdre du Vivier                                                | Hêtre Vert                                                     | Jean-Pierre Thomain                                            | Jean-Yves Lécuyer                                              | 2 125 m                                                        | 1'15"5                                                         |
| 1993  | Bon Vivant                                                     | Rainbow Runner                                                 | Jean-Pierre Dubois                                             | Jean-Pierre Dubois                                             | 2 375 m                                                        | 1'17"6                                                         |
| 1992  | Artiste du But                                                 | Ianthin                                                        | Nicolas Roussel                                                | Alain Roussel                                                  | 2 375 m                                                        | 1'17"2                                                         |
| 1991  | Vasquez                                                        | Muscle                                                         | Jean-Pierre Dubois                                             | Jean-Pierre Dubois                                             | 2 375 m                                                        | 1'18"4                                                         |
| 1990  | Unnamed                                                        | Hymour                                                         | Jean-Étienne Dubois                                            | Jean-Étienne Dubois                                            | 2 200 m                                                        | 1'16"7                                                         |
| 1989  | Ténor de Baune                                                 | Le Loir                                                        | Jean-Baptiste Bossuet                                          | Jean-Baptiste Bossuet                                          | 2 200 m                                                        | 1'17"3                                                         |
| 1988  | Silius                                                         | Hurgo                                                          | Patrick Thibout                                                | Alfred Lefebvre                                                | 2 200 m                                                        | 1'16"1                                                         |
| 1987  | Rangone                                                        | High Echelon                                                   | Jean-Pierre Dubois                                             | Jean-Pierre Dubois                                             | 2 200 m                                                        | 1'16"9                                                         |
| 1986  | Quadrophenio                                                   | Dekeel                                                         | Daniel Béthouart                                               | Daniel Béthouart                                               | 2 125 m                                                        | 1'15"7                                                         |
| 1985  | Pan de La Vaudère                                              | Ruy Blas IV                                                    | Michel-Marcel Gougeon                                          | Louis Decaudin                                                 | 2 350 m                                                        | 1'20"4                                                         |
| 1984  | Okéanos                                                        | Tony M                                                         | Ali Hawas                                                      | Ali Hawas                                                      | 2 150 m                                                        | 1'20"                                                          |
| 1983  | Nevers                                                         | Chambon P                                                      | Jan Kruithof                                                   | Jan Kruithof                                                   | 2 150 m                                                        | 1'19"5                                                         |
| 1982  | Mon Tourbillon                                                 | Amyot                                                          | Jean-Pierre Viel                                               | Jean-Pierre Viel                                               | 2 175 m                                                        | 1'17"5                                                         |
| 1981  | Lutin d'Isigny                                                 | Firstly                                                        | Jean-Paul André                                                | Jean-Paul André                                                | 2 150 m                                                        | 1'18"7                                                         |